# 普雷里城 (堪薩斯州)
普雷里城（英語：Prairie City）是位於美國堪薩斯州道格拉斯縣的一個鬼鎮。

## 歷史
普雷里城的郵政局於1856年設立，直到1903年結束營運。